# Jérôme Blanchard
Jérôme Blanchard (ur. 20 lipca 1981 w Lyonie) – francuski łyżwiarz figurowy, startujący w parach sportowych. Uczestnik mistrzostw świata i Europy oraz mistrz Francji (2004). Zakończył karierę amatorską w 2011 roku, a w 2015 roku został trenerem solistów w holenderskim klubie łyżwiarskim.

## Kariera
Największe sukcesy w swojej karierze Blanchard osiągał w parze z Sabrina Lefrançois. W 2004 r. zostali oni mistrzami Francji, jednak Sabrina musiała zakończyć sportową karierę ze względu na kontuzję. W połowie 2007 r. rozpoczął współpracę z Rosjanką Waleriją Worobijewą, jednak federacja francuska nie chciała wydać mu pozwolenia na reprezentowanie Rosji. Po długiej walce otrzymał takie pozwolenie, ale para nie wystartowała w żadnych zawodach i szybko zakończyła wspólną jazdę. W maju 2010 r. rozpoczął jazdę z utytułowaną Rosjanką Mariją Muchortową, z którą wystąpił jedynie w sezonie 2010/2011 na mistrzostwach Rosji, gdzie zajęli siódme miejsce. 
W lutym 2011 r. jego trener Oleg Wasiljew potwierdził, że Blanchard ze względu na problemy finansowe musi przerwać karierę, a 4 marca ostatecznie potwierdzono zakończenie współpracy Blancharda z trenerem Wasiljewem.
Jesienią 2015 r. Jérôme Blanchard został trenerem łyżwiarskim solistów w klubie łyżwiarskim w Amsterdamie, Holandia, gdzie prowadzi także obozy łyżwiarskie dla dzieci.

## Osiągnięcia

### Z Muchortową (Rosja)
| Mistrzostwa Rosji | 7 |

### Z Lefrançois (Francja)
| Zawody                        | 00–01          | 01–02          | 02–03          | 03–04          |                |                |                |                |                |                |                |                |                |                |                |                |                |
| Międzynarodowe                | Międzynarodowe | Międzynarodowe | Międzynarodowe | Międzynarodowe | Międzynarodowe | Międzynarodowe | Międzynarodowe | Międzynarodowe | Międzynarodowe | Międzynarodowe | Międzynarodowe | Międzynarodowe | Międzynarodowe | Międzynarodowe | Międzynarodowe | Międzynarodowe | Międzynarodowe |
| ----------------------------- | -------------- | -------------- | -------------- | -------------- | -------------- | -------------- | -------------- | -------------- | -------------- | -------------- | -------------- | -------------- | -------------- | -------------- | -------------- | -------------- | -------------- |
| Mistrzostwa świata            | 14             |                |                | 11             |                |                |                |                |                |                |                |                |                |                |                |                |                |
| Mistrzostwa Europy            | 5              |                |                | 6              |                |                |                |                |                |                |                |                |                |                |                |                |                |
| GP Cup of Russia              |                |                |                | WD             |                |                |                |                |                |                |                |                |                |                |                |                |                |
| GP Skate Canada International | 5              |                |                |                |                |                |                |                |                |                |                |                |                |                |                |                |                |
| GP Trophée Eric Bompard       | 8              |                | 10             | 6              |                |                |                |                |                |                |                |                |                |                |                |                |                |
| Memoriał Karla Schäfera       | 3              |                |                |                |                |                |                |                |                |                |                |                |                |                |                |                |                |
| Krajowe                       |                |                |                |                |                |                |                |                |                |                |                |                |                |                |                |                |                |
| Mistrzostwa Francji           | 2              |                | 2              | 1              |                |                |                |                |                |                |                |                |                |                |                |                |                |